# Astrochemia
Astrochemia – nauka o związkach chemicznych i reakcjach chemicznych zachodzących w przestrzeni kosmicznej.
Związki chemiczne i ich reakcje występują zwykle w luźnych obłokach molekularnego gazu w przestrzeni międzygwiezdnej. Nauka ta obejmuje jednak też przemiany chemiczne zachodzące na obrzeżach gwiazd. Jako taka łączy ze sobą dwie dziedziny: astronomię i chemię.
Astrochemia jest ściśle związana ze spektroskopią, gdyż właściwie jedyną metodą badań w tej dziedzinie są rozmaite metody spektroskopowe, choć niektóre teorie astrochemiczne (np.: na temat mechanizmu pewnych reakcji) są czasami potwierdzane zwykłymi technikami laboratoryjnymi.
Najbardziej pospolita cząsteczka wodoru (H2) nie ma momentu dipolowego, dlatego niełatwo ją wykryć. Łatwiej natomiast zaobserwować tlenek węgla (CO).
Oprócz takich prostych związków chemicznych w obłokach molekularnych znaleziono wiele różnych cząsteczek łącznie z aminokwasami. Jednym z najciekawszych rezultatów badań astrochemicznych było odkrycie fullerenów, które następnie zaczęto syntezować zwykłymi metodami laboratoryjnymi.
Aktywnie trwają badania nad mechanizmami powstawania i reagowania związków chemicznych w przestrzeni kosmicznej. Wyniki tych badań mogą wpłynąć m.in. na naszą wiedzę o powstaniu życia na Ziemi.